# Перший банк Сполучених Штатів
39°56′53″ пн. ш. 75°08′47″ зх. д. / 39.948055555556° пн. ш. 75.146388888889° зх. д.

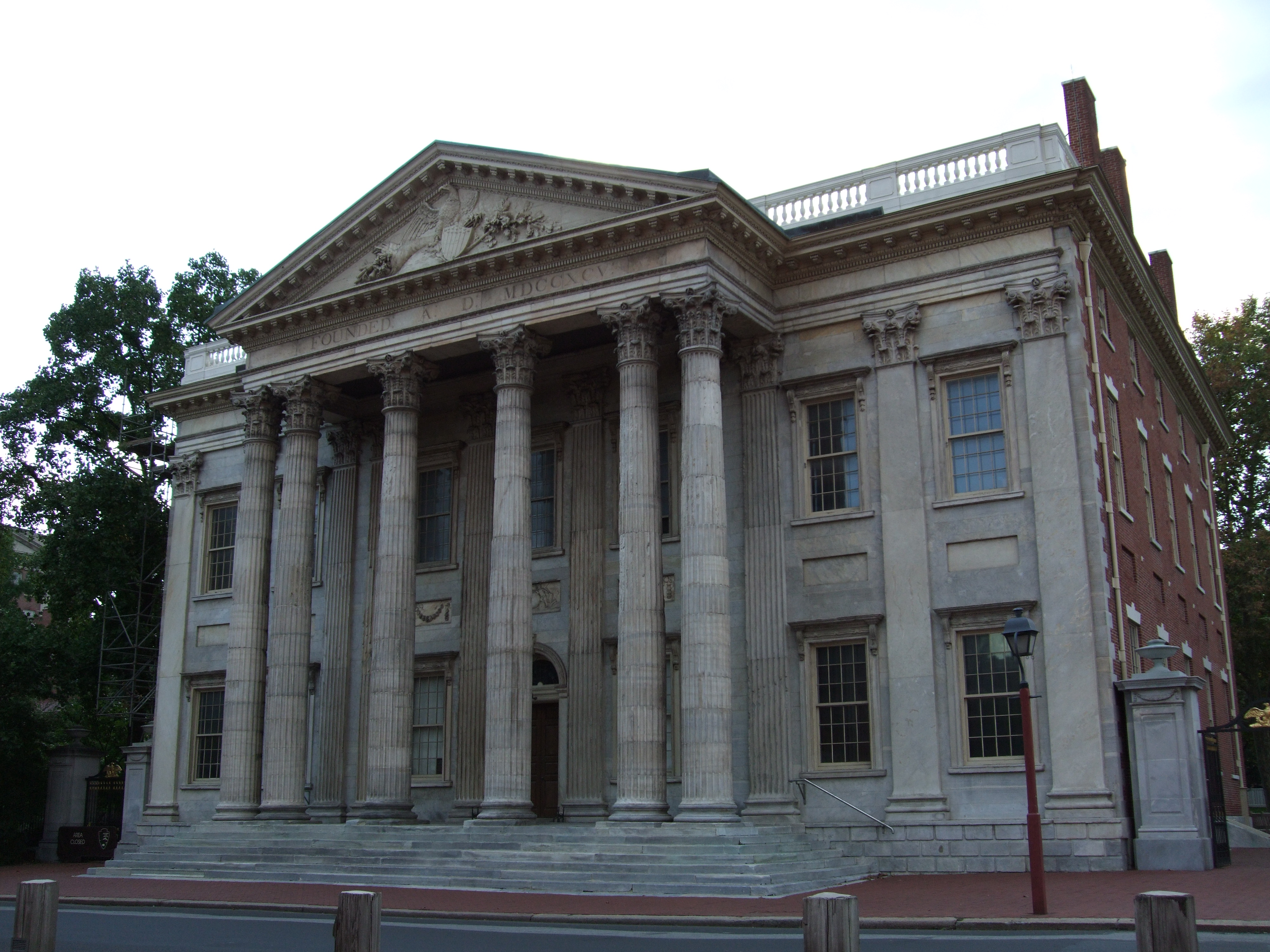
Східна частина фасаду Першого банку Сполучених Штатів. Будинок банку розташований в Філадельфії (штат Пенсільванія)

Перший банк Сполучених Штатів (англ. First Bank of the United States) — американський банк, що проіснував з 1791 року до 1811 року.

## Історія
У грудні 1790 року Александер Гамілтон представив Конгресу Сполучених Штатів Америки доповідь про національний банк. Він запропонував створити його на приватній основі, але з 20 % участю держави. Банкноти банку повинні бути розмінними на металеві гроші на вимогу, а також прийматися за номіналом на сплату податків. Федеральний уряд повинен тримати свої засоби в цьому банку.
25 лютого 1791 року Конгрес ратифікував створення Першого банку Сполучених Штатів. Ліцензія гарантувала банку монопольний статус загальнонаціонального банку протягом 20 років. Президентом банку був призначений Томас Уіллінг. Банк почав активно надавати позики уряду США. Їхній обсяг досяг 6,2 млн доларів. У цей же період індекс оптових цін виріс в США з 85 пунктів в 1791 році до 146 пунктів в 1796 році.
Після 1796 року Перший банк Сполучених Штатів вів більш помірну емісійну політику.
В 1811 році Палата представників і Сенат відхилили законопроєкт щодо продовження ліцензії банку. Влада штатів уже об'єднала більше 120 банків штатів. Багато з них почали емітувати власні цінні папери, і всього лише за кілька років ринок був затоплений цими паперами, що спонукало уряд в 1817 році вдатися до платежів у монеті. Здатність емітувати цінні папери була владою, яку нові банки і їхні власники не бажали відступати сильному центральному банку.

## Особливості
На відміну від багатьох привілейованих комерційних банків того часу, Національний банк мав відділення в інших штатах. Це дратувало банкірів, що працювали в межах 1 штату й що вважали, що тим самим їх поставили в порівняно невигідне положення. У дійсності ж відділення сприяли виникненню опозиції центральному банку в більшій мірі, чим сам банк. Місцеві купці, багато хто з яких самі створювали банки, інкорпорируємі владою штатів, не бажали, щоб якась федеральна установа конкурувала з ними або регулювала їхню діяльність.